# 采伦塔尔
采伦塔尔（德語：Zehrental，發音：[ˈtseːʁənˌtaːl]）是德国萨克森-安哈尔特州施滕达尔县的市镇，面积72.32平方千米，2023年12月31日人口为816人。该市镇于2010年1月1日由市镇戈伦斯多夫和大加尔茨合并而成。